# Museum Lindengut

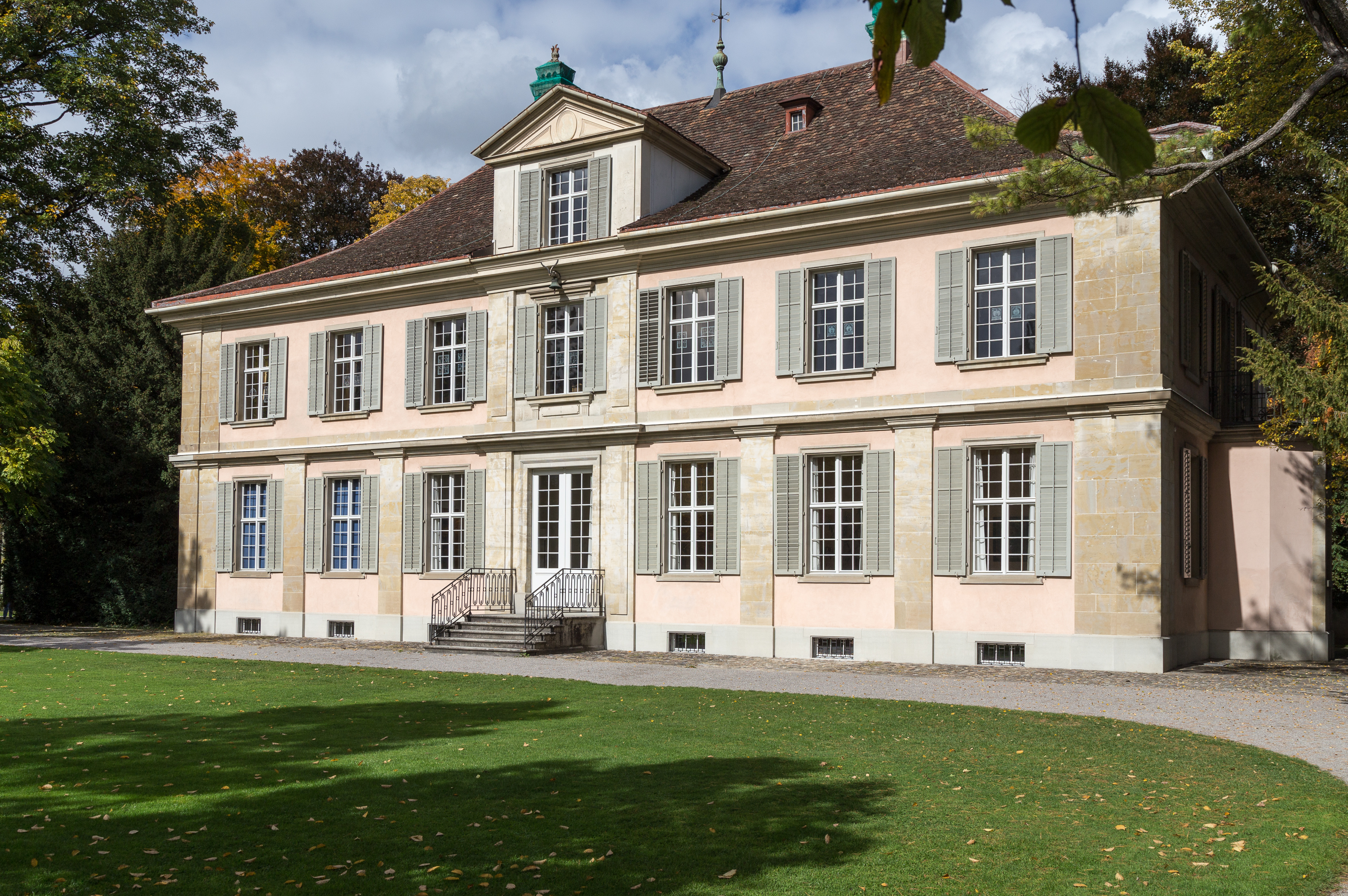
Museum Lindengut Winterthur (Gartenseite)

Das Museum Lindengut ist das Heimatmuseum der Stadt Winterthur. Es zeigt die Wohnkultur des 18. und frühen 19. Jahrhunderts.

## Gebäude
Das Museum Lindengut liegt in einer englischen Parkanlage, die wegen der Volière beim ehemaligen Gartenhaus in der Parkmitte im Volksmund den Namen «Vögelipark» bekam. Der Architekt der Anlage ist nicht bekannt, es könnte sich jedoch um den baden-badischen Hofbaumeister Franz Ignaz Kramer handeln, der zu dieser Zeit auf Einladung von Clais sich in Winterthur aufhielt und sich am Wettbewerb um den Umbau des Rathauses beteiligte.
Die als klassizistisches Landhaus erbaute Villa wurde 1787 fertiggestellt und trug auf ihrem Dach den ersten Blitzableiter der Schweiz. Das Gebäude ist im Innern unter anderem mit Wandmalereien und bemalten Täfern verziert. In den Räumen stehen sechs Kachelöfen, von denen fünf aus Winterthur stammen. Villa, Gärtner- und Kutscherhaus stehen unter kantonalem Denkmalschutz.

## Geschichte
Das Ensemble mit Villa, Wasch- und Treibhaus (heute Gärtnerhaus mit Wohnung) und Holz- und Nebenschopf (heute Kutscherhaus) wurde 1787 von Johann Sebastian Clais erbaut und hies zu Beginn noch «Claisengut». Dieses lag damals als Landsitz ausserhalb der Stadtmauer und wurde zwischen den Anwesen «zum Palmengarten» (errichtet um 1740/1750, abgebrochen) und «zur Pflanzschule» (erbaut 1771/1772) erbaut. Nach dem Tod von Johann Sebastian Clais wurde die Villa von seinem Sohn Carl übernommen. Dieser kaufte zum «Claisen» das benachbarten Barockhaus «Lindengüetli» dazu, wodurch die Villa «Lindengut» zu ihrem heutigen Namen kam. Das ursprüngliche «Lindengüetli» gehörte danach noch zum Ensemble, 1931 wurde es abgerissen.
Eine schwere wirtschaftlichen Krise der Familie zwang Carl von Clais 1848 das «Lindengut» unter Wert an den Fabrikanten Ludwig Greuter-Reinhart aus Islikon zu verkaufen, der danach für die nächsten 20 Jahre hier lebte. Auf ihn folgte seine Tochter Lydia Ziegler-Greuter, bevor die Anlage nach ihrem Tod 1867 in den Besitz ihres Sohnes Emil Ziegler-Egg gelangte. Dieser lebte im «Lindengut» bis 1884 und verkaufte es danach seiner Tochter Helene und ihrem Mann Eduard Sulzer-Ziegler. Dieser baute das Interieur der Villa im Stile der Neorenaissance um. Auch den Garten liess er vom Gartenarchitekten Evariste Mertens umgestalten und in der Nähe der Platanenstrasse (heute General-Guisan-Strasse) wurde ein Tennisplatz anlegt, der heute nicht mehr erhalten ist. Eduard Sulzer-Ziegler lebte bis zu seinem Tod 1913 in der Villa, danach war Helene Sulzer-Ziegler bis zu ihrem Tod 1941 alleinige Besitzerin des Lindenguts.
Von der Stadt wurde das «Lindengut» 1946 von den Erben Zieglers für 527'000 Fr. abgekauft und zunächst als Provisorium für das Polizei- und Steueramt gebraucht. Nach einer 1952 vom Volk bewilligten Aussenrenovation in der Höhe von knapp 500'000 Fr., bei dem auch ein Teil der Interieur-Umbauten Sulzers rückgängig gemacht wurden, stellte die Stadt das «Lindengut» dem seit 1874 bestehenden Historisch-antiquarischen Verein zur Verfügung. Dieser eröffnete dort 1956 das Museum Lindengut als Heimatmuseum, einer der treibenden Kräfte dabei war der damalige Vereinspräsident und Lokalhistoriker Werner Ganz. Von der Stadt wird das «Lindengut» weiterhin als Traulokal benutzt.

## Museum
Das Museum zeigt Wechselausstellungen zur Geschichte von Winterthur und zur Wohnkultur des 18. und beginnenden 19. Jahrhundert. Dauerhaft zu sehen sind unter anderem ein bemaltes Stadtmodell von Winterthur im Jahr 1808 sowie das astronomische Zifferblatt des ehemaligen Winterthurer Zeitglockenturms über dem Käfigtor mit dem ältesten erhaltenen Astrolabiumgetriebe, 1529 erstellt vom Winterthur Uhrmacher Laurentius Liechti. Im Kutscherhaus ist eine Spielzeugsammlung untergebracht, die separat besucht werden kann. Das Museum steht unter der Trägerschaft des Historischen Verein Winterthur.